# Jagdgeschwader 51 »Mölders«
Jagdgeschwader 51 »Mölders« (dobesedno slovensko: Lovski polk 51 »Mölders«; kratica JG 51) je bil lovski letalski polk (Geschwader) v sestavi nemške Luftwaffe med drugo svetovno vojno.

## Organizacija
- štab
- I. skupina
- II. skupina
- III. skupina
- IV. skupina

## Vodstvo polka
Poveljniki polka (Geschwaderkommodore)
- Podpolkovnik (Oberstleutnant) Theo Osterkamp: 19. september 1939
- Podpolkovnik Werner Mölders: 27. julij 1940
- Podpolkovnik Friedrich Beckh: 19. julij 1941
- Major Günther Lützow (v.d.): oktober 1941
- Podpolkovnik Karl-Gottfried Nordmann: 10. april 1942
- Major Fritz Losigkeit: 1. april 1944
- Major Heinz Lange: 2. april 1945